# Mässling
För byn se Messlingen, Härjedalen
Mässling, ibland omskrivet som mässlingen, är en virusinfektion som orsakar inflammationer i luftvägarna och röda hudutslag. Mässling är mycket smittsamt; man räknar med att runt 90 % av de mottagliga insjuknar efter nära kontakt med en smittad. Mässling orsakas av ett virus i morbillisläktet (släktet tillhör i sin tur familjen paramyxovirus). Viruset sprids främst i droppform via luften. Inkubationstiden är i regel 1 till 3 veckor. Just under själva sjukdomen är mässling den barnsjukdom som påverkar allmäntillståndet mest. Hos vuxna är det en farlig sjukdom som obehandlad kan leda till döden.
Sjukdomen är ovanlig i Sverige tack vare den allmänna vaccinationen (MPR-vaccinet) som sker med en första dos vid 1,5 års ålder och en andra dos i samband med skolstarten. Vaccin har dock bara funnits sedan början av 1970-talet, och många i Sverige som är födda tidigare än så har haft mässling som barn. Förr var sjukdomen mycket vanlig i Sverige. Mässling är enligt smittskyddslagen en anmälningspliktig och smittspårningspliktig sjukdom.
Globalt drabbas ungefär 20 miljoner människor om året av mässling, främst i utvecklingsländer i Afrika och Asien. Mässling är den med vaccin förebyggbara sjukdom som orsakar mest dödsfall i världen. År 1980 dog 2,6 miljoner människor i sjukdomen; 1990 dog 545 000 personer och 2014 dog 73 000. De flesta av dem som infekteras och dör i sjukdomen är yngre än fem år. Risken att avlida bland dem som infekteras är normalt 0,2%, men kan vara så högt som 10% på grund av faktorer som till exempel undernäring. Sjukdomen tros inte påverka djur.

## Symptom
Symptomen vid insjuknandet yttrar sig bland annat som hög feber, hosta, snuva, ögonirritation och en mycket kraftig ljuskänslighet (ljus kan till och med ge bestående ögonskador och sjuka bör därför behandlas i så mörkt rum som möjligt). Efter ytterligare ett par dagar brukar den smittade utveckla röda utslag, som oftast kommer först i ansiktet, för att senare sprida sig till resten av kroppen. Ett par dagar senare kommer utslagen skifta till brunt och börja fjälla.

## Komplikationer
Komplikationer är ganska vanliga och drabbar främst barn under fem år men även vuxna över tjugo år. Störst risk för komplicerad mässling löper barn som insjuknar före ett års ålder. Småbarn drabbas ofta av pseudokrupp. De infekterade slemhinnorna kan bli sekundärinfekterade med bakterier, och barnen kan då få t.ex. öroninflammation, bihåleinflammation eller lunginflammation, vilket ofta kräver antibiotikabehandling.
Mässlingviruset har också i sig själv förmåga att orsaka lunginflammation.
Sjukdomen kan ibland (ungefär ett fall på tusen) kompliceras av en allvarlig hjärninflammation. Denna läker i regel ut, men dödsfall förekommer, och ibland ses kvarstående hjärnskada. Något specifikt läkemedel mot sjukdomen finns inte. Behandlingen blir symtomatisk, d.v.s. inriktas mot patientens specifika symtom.
En ovanlig sen komplikation till mässling är subakut skleroserande panencefalit, SSPE. Det är en långsam men kronisk mässlingsvirusinfektion av centrala nervsystemet, som kan vara dödlig. SSPE är sällsynt i västvärlden där vaccination är allmän, men där mässling fortfarande är allmänt förekommande är sjukdomen vanligare.
Vid en liten mässlingsepidemi i Stockholmstrakten 1999 identifierades 52 fall av mässling. Endast tre personer var vaccinerade. Av dessa behövde 20 stycken (38 %) vårdas på sjukhus. Om samma andel skulle behöva sjukhusvård vid en större epidemi med tiotusentals fall skulle det innebära en stor påfrestning på sjukvården. Sådana epidemier förekom regelbundet i Sverige innan den allmänna vaccinationen infördes.
Vid ett stort mässlingsutbrott i Frankrike som varade i fyra år, 2008 till 2011, rapporterades över 22 000 fall av mässling. 4968 fall behövde vårdas på sjukhus. Komplikationerna bland dessa patienter var:
| Komplikation                                                   | Antal | Andel av patienter |
| -------------------------------------------------------------- | ----- | ------------------ |
| Alla komplikationer                                            | 1630  | 32,5 %             |
| Lunginflammation (pneumoni)                                    | 1023  | 20,6 %             |
| Öroninflammation (otitis media)                                | 64    | 1,3 %              |
| Annan komplikation i öron-näsa-hals                            | 34    | 0,7 %              |
| Diarré/vätskebrist                                             | 78    | 1,5 %              |
| Lever/bukspottkörtel                                           | 181   | 3,6 %              |
| Annan komplikation i matspjälkningskanalen                     | 53    | 1,1 %              |
| Hjärninflammation (encefalit) / ryggmärgsinflammation (myelit) | 27    | 0,5 %              |
| Annan neurologisk komplikation                                 | 21    | 0,4 %              |
| Hornhinneinflammation                                          | 16    | 0,3 %              |
| Annan komplikation                                             | 80    | 1,6 %              |
| Död                                                            | 10    | 0,2 %              |

## Immunitet
Till skillnad från de flesta andra barnsjukdomar ger sjukdomen inte garanterad livslång immunitet, men det är mycket sällsynt att drabbas av sjukdomen en andra gång.

## Mässlingsutbrott
Mässlingen är en av de smittsammaste sjukdomar vi har. Man räknar med att av de mottagliga som kommer i närmare kontakt med en smittsam person insjuknar i runt 90 % av fallen. För att mässlingsutbrott ska undvikas krävs enligt WHO att minst 95 % av befolkningen är vaccinerad med två doser. Detta ger så hög grad av immunitet i befolkningen att mässling inte kan spridas. Är vaccinationsgraden lägre uppstår som regel mässlingsepidemier eller mässlingsutbrott då och då.
En studie av samtliga mässlingsutbrott i Europa under åren 2005–2006 publicerades i Lancet 2009. Drygt 12 000 fall av mässling inträffade under denna tid, de flesta i Storbritannien, Tyskland, Schweiz, Italien och Rumänien, länder som alla har låg vaccinationsgrad. De flesta insjuknade var ovaccinerade eller hade endast fått en dos. Sju dödsfall i mässling rapporterades under samma tid, vilket innebär att en av 1 700 insjuknade avled.
Bland samtliga rapporterade fall av mässling i USA under åren 1987–2000, 67 032 st, förekom 177 dödsfall, vilket innebär att en av 380 insjuknade avled.
I ett stort och långvarigt mässlingsutbrott i Frankrike 2008–2011 insjuknade minst  22 178 personer. Utbrottet möjliggjordes av låg vaccinationsgrad; mindre än 5 % av de insjuknade var fullvaccinerade. 4 980 (22,4 %) mässlingspatienter vårdades på sjukhus, med stora skillnader mellan åldersgrupper. Av spädbarnen som var yngre än 1 år behövde 28 % sjukhusvård och av de vuxna behövde 31 %–38 % sjukhusvård. Den vanligaste komplikationen var lunginflammation med 1 023 fall (20,6 %). 27 fall av neurologiska komplikationer rapporterades (26 encefalit, 1 myelit). 5 % av patienterna hade komplikationer med levern eller bukspottkörteln. Tio personer avled, varav sju var immunodeficienta.

## Vaccin
Flera olika mässlingsvaccin utvecklades under 60-talet. De som gav bäst skyddseffekt var försvagade levande vaccin. Ett sådant singelvaccin började användas i Sverige 1971, men det fick aldrig tillräcklig täckning för att förhindra mässlingen att spridas. 1982 infördes vaccination med två doser MPR-vaccin, som är ett kombinationsvaccin för mässling, påssjuka och röda hund. Till en början gavs en första dos vid 18 månaders ålder och en andra dos vid 12 års ålder. Sedan 2007 ges den andra dosen vid 6–8 års ålder, men barn födda 2001 och tidigare följer det gamla programmet med andra dosen vid 12 års ålder.

## Mässling historiskt i Sverige

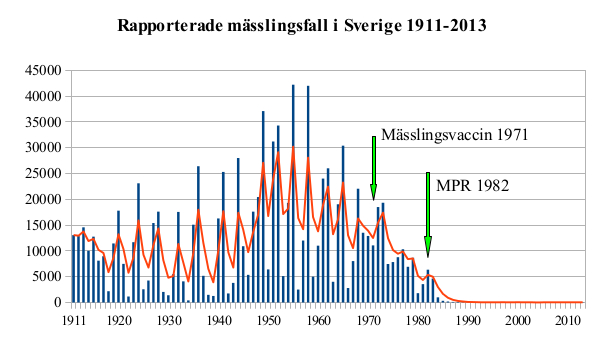
Rapporterade mässlingsfall i Sverige 1911-2013. Data för 1911-1988 är från tjänsteläkarrapporten, 1989-1996 från frivillig laboratorierapportering och sedan 1997 från rapportering enligt Smittskyddslagen (anmälningsplikt). Den röda linjen är ett exponentiellt medelvärde. De gröna pilarna visar när vaccin började användas. Källa: Folkhälsomyndigheten.

### Förekomst
Folkhälsomyndigheten har statistik över rapporterade mässlingsfall i Sverige sedan 1911. Dessa har redovisats bland annat i Läkartidningen. I diagrammet här invid syns tydligt att mässlingsutbrott skedde regelbundet med några års mellanrum fram till 1980-talet. 
Från år 1971 infördes mässlingsvaccination till svenska barn vid 1,5 års ålder, med en allmän rekommendation från 1976, men man nådde inte tillräckligt täckning, inte mer än 63 %. Det var inte förrän MPR-vaccinet började användas 1982 med två doser som mässlingsförekomsten minskade radikalt. Under perioden 2012–2021 upptäcktes i genomsnitt 24 fall per år i Sverige.

### Dödlighet

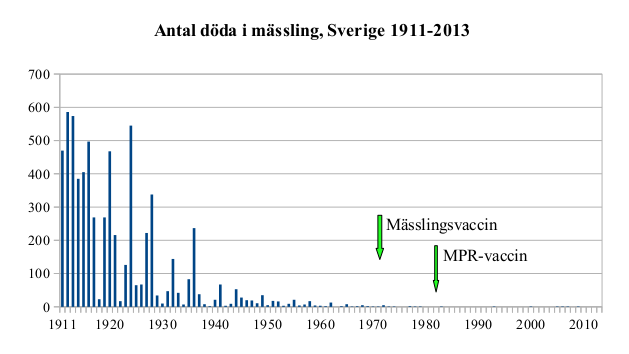
Antal döda i mässling i Sverige 1911 - 2013. Antalet dödsfall minskade kraftigt under första hälften av 1900-talet.

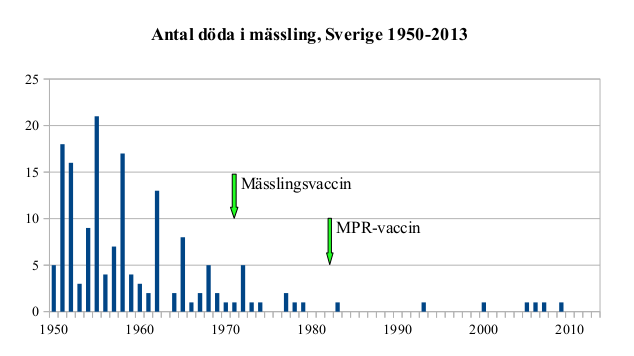
Antal döda i mässling i Sverige 1950 - 2013. Antalet dödsfall minskade rejält redan innan vaccination infördes, och blev sedan i princip noll på 1980-talet. Under 2000-talet har dödsfallen ökat något.

I SCB:s statistik finns historiska uppgifter om antal dödsfall per år i mässling.
| Årligen | Mässling |
| ------- | -------- |
| 1861/70 | 1 796    |
| 1871/80 | 544      |
| 1881/90 | 919      |
| 1891/00 | 597      |
| 1901/10 | 404      |

Antalet årliga dödsfall minskade kraftigt från 1861 till 1910, från ett medeltal på nästan 1 800 per år till ungefär 400. Minskningen är 77,5 %.
Reduceringen i antal dödsfall fortsätter sedan under 1900-talet. Då vaccination börjar rekommenderas år 1971 är antalet dödsfall per år endast några stycken, för att sedan efter att MPR-vaccinet införs 1982 vara noll i många år. Under första årtiondet på 2000-talet har antalet dödsfall återigen ökat något; totalt fem personer har avlidit av mässling under åren 2000–2010. Dessa fem var alla vuxna.
Den största minskningen i antalet dödsfall har alltså skett innan vaccination infördes. Utvecklingen är inte unik för mässling; dödligheten i nästan alla infektionssjukdomar minskade kraftigt i Sverige under samma tid. Detta beror främst på förbättrade levnadsvillkor så som bättre sanitet, hygien, näringsstatus, bostäder och tillgång till en allt bättre sjukvård. Vid 1900-talets början var det vanligt att folk avled till följd av många av mässlingens komplikationer, exempelvis lunginflammation, vilket sällan är fallet i dag.

## Mässling i världen
I länder där sjukvården och levnadsförhållandena inte är lika goda som i Sverige är mässling en allvarlig sjukdom, där barndödligheten är hög. Beräkningar publicerade i The Lancet visar att år 2000 avled i hela världen 535 300 personer i mässling. Ett omfattande program mot mässling, Measles Initiative, har genom vaccinationer och andra åtgärder lyckats reducera detta till cirka 139 300 dödsfall år 2010. Närmare hälften av dessa sker i Indien, där man inte lyckats nå tillräckligt hög vaccineringsgrad.
Undernärda med brist på vitamin A riskerar vid mässling att hornhinnan infekteras, vilket kan leda till ärrbildning och blindhet. Detta är den främsta orsaken till blindhet i fattiga länder.

## Ursprung
Mässlingvirus tillhör morbillisläktet och är nära besläktade med det virus som orsakar boskapspest. Mässlingsviruset har troligen utvecklats från en gemensam föregångare till både mässling och boskapspest, som uppstått i miljöer där människor och nötboskap levde tätt tillsammans och där viruset kunde smitta både människor och boskap. Genetiska studier av mässlingsvirus och boskapspestvirus har visat att de har gemensamt ursprung och att divergensen skedde under tio- eller elvahundratalet. De förändringar som gjorde mässlingsviruset specifikt för människor medförde sannolikt att sjukdomsbilden ändrades och att det blev mycket mer smittsamt än sina föregångare. De mässlingsstammar som cirkulerar i dag har ett gemensamt ursprung så sent som i början av 1900-talet.

## Mässlingsvaccin och autism
För mer information, se Kontroversen om MPR-vaccinet
En påstådd koppling mellan mässlingsvaccinet (MPR-vaccin) och autism rapporterades 1998 i en forskningsartikel i den välrenommerade brittiska medicintidskriften The Lancet. Senare upptäckte journalisten Brian Deer vid The Sunday Times att huvudförfattaren till artikeln, Andrew Wakefield, låtit bli att tala om att han på flera sätt var jävig och hade intresse av att etablera en sådan koppling, samt att data i studien blivit manipulerad. Artikeln drogs så småningom tillbaka av The Lancet, och Wakefield befanns i maj 2010 skyldig till allvarligt tjänstefel och fråntogs sin läkarlicens. 2011 ansåg tidskriften the British Medical Journal att forskningen i artikeln var ett aktivt och medvetet bedrägeri.
Vetenskapligt finns inget stöd för hypotesen att MPR-vaccinet skulle vara en bidragande orsak till autism.

## Namn
Latinska namnet för mässling är morbilli. I engelskspråkiga länder används också rubeola – emellertid råder en viss begreppsförvirring då rubeola är det latinska namnet för röda hund. I franskspråkiga länder kallas mässling "rougeole".
Mässling kallas på engelska measles eller red measles. Engelska german measles betecknar en annan sjukdom, nämligen röda hund.